# Whitney (documentário)
Whitney é um documentário de 2018 sobre a cantora norte-americana Whitney Houston, escrito e dirigido por Kevin Macdonald. O filme, primeiramente exibido no Festival de Cinema de Cannes de 2018, em 16 de maio, onde foi nomeado ao Queer Palm foi lançado em 6 de julho de 2018 nos Estados Unidos, pelas produtoras Roadside Attractions e Miramax.

## Premissa
Um olhar sobre a vida e carreira de Whitney Houston, que quebrou mais recordes musicais do que qualquer outra cantora na história, e se tornou a única artista a ter sete singles consecutivos a chegar ao topo da parada americana. Amigos, familiares e colegas de trabalho falam sobre seu estilo de vida, tanto na frente quanto atrás das câmeras, em meio a uma vida marcada por escândalos, lutas e eventual tragédia com sua morte aos 48 anos.

## Recepção
No site especializado Rotten Tomatoes, o filme detém uma classificação de aprovação de 90% com base em 80 avaliações, e uma classificação média de 7,4/10. O consenso do site diz: "Whitney passa de grandes altos a baixos devastadores, com uma emoção palpável e graça condizentes com seu singular assunto." No site Metacritic, o filme tem uma pontuação média de 75 de 100, com base em 31 avaliações, indicando "críticas geralmente favoráveis".